# Coptotettix abidjanensis
Coptotettix abidjanensis är en insektsart som beskrevs av Günther, K. 1979. Coptotettix abidjanensis ingår i släktet Coptotettix och familjen torngräshoppor. Inga underarter finns listade i Catalogue of Life.